# Albias
Albias ist eine französische Gemeinde mit 3.272 Einwohnern (Stand 1. Januar 2022) im Département Tarn-et-Garonne in der Region Okzitanien (zuvor Midi-Pyrénées). Sie gehört zum Kanton Quercy-Aveyron im Arrondissement Montauban. Die Einwohner werden Albiassain(e)s genannt.

## Geografie
Albias liegt etwa elf Kilometer nordöstlich des Ortszentrums von Montauban. Im Norden begrenzt der Fluss Aveyron die Gemeinde, in den hier sein Zufluss Brive einmündet. Umgeben wird Albias von den Nachbargemeinden Mirabel im Norden und Nordwesten, Réalville und Cayrac im Nordosten, Nègrepelisse im Osten, Saint-Étienne-de-Tulmont im Süden, Montauban im Südwesten und Lamothe-Capdeville im Westen und Südwesten.
Durch die Gemeinde führen die Autoroute A20 und die frühere Route nationale 20 (heutige D820).

## Geschichte
Im Gemeindegebiet liegt die frühere gallische Stadt Cosa, die hier an der antiken Straße von Cahors nach Toulouse lag. 1285 wurde hier die Bastide von König Philipp dem Schönen gegründet. Eine Vorgängerbastide war bereits im 12. Jahrhundert vom Vicomte von Bruniquel gegründet worden.
| Jahr      | 1962  | 1968  | 1975  | 1982  | 1990  | 1999  | 2006  | 2018  |
| --------- | ----- | ----- | ----- | ----- | ----- | ----- | ----- | ----- |
| Einwohner | 1.668 | 1.888 | 2.091 | 2.313 | 2.338 | 2.573 | 2.608 | 3.260 |

## Sehenswürdigkeiten
- Kirche Saint-Georges aus dem 17. Jahrhundert, Umbauten aus dem 19. Jahrhundert
- evangelische Kirche aus dem 19. Jahrhundert
- Reste der archäologischen Stätte Cosa mit den Resten der Römerstraße
- Domäne La Clare mit Herrenhaus und Taubenschlag
- Teile der Bastide
- Flusstal des Aveyron